# TNA King of the Mountain Championship
El TNA King of the Mountain Championship o Campeonato Rey de la Montaña de la TNA fue un campeonato de lucha libre profesional, defendido en la Total Nonstop Action Wrestling (TNA). El campeonato fue implementado el 23 de octubre del 2008 bajo el nombre de TNA Legends Championship, introducido por Booker T, quien se autoproclamó como el primer campeón. El último campeón fue Lashley, quien obtuvo el campeonato un día antes de su desactivación.

## Historia
El TNA Legends Championship fue creado con el objetivo de ayudar a los jóvenes en el feudo entre The Main Event Mafia y The Frontline. Durante las semanas previas a su implantación, Booker T empezó a usar un maletín de acero en sus luchas para ganar. Finalmente, el 23 de octubre de 2008 en iMPACT!, reveló el contenido del maletín, proclamándose a sí mismo el primer campeón del título, siendo entonces un campeonato no oficial, similar al WWE Million Dollar Championship. Al ganarlo A.J. Styles se le dio un carácter oficial, ya que con el campeonato, Styles se proclamó primer Gran Campeón de la TNA. Durante el primer reinado de Eric Young, el campeonato pasó a llamarse TNA Global Championship. El 22 de julio de 2010, AJ Styles se proclamó TNA Global Champion. El 29 de ese mismo mes, Styles renombró al título TNA Television Championship, en honor a su mentor Ric Flair. El 19 de abril de 2012, el Gerente General de TNA Hulk Hogan ordenó que el título debía ser defendido todas las semanas en Impact Wrestling. Estas defensas semanales se mantuvieron ininterrumpidamente hasta el 21 de junio de 2012.
Durante el reinado de Devon, el título tuvo que dejarse vacante. El 29 de agosto de 2012 terminó su contrato con TNA y no renovó. Después de que las negociaciones con Devon no le convencieran para quedarse en la empresa, TNA decidió dejar vacante el título el 26 de septiembre de 2012. Tras esto, en 2013, el título fue ganado por Abyss. Sin embargo, el título no volvió a aparecer por televisión, hasta que un año después, el 2 de julio de 2014, Kurt Angle lo declaró inactivo.
En 2015 en vías a Slammiversary, se confirmó que regresaría el campeonato bajo el nombre de TNA King of the Mountain Championship y competirían Bobby Roode, Eric Young, Matt Hardy, Drew Galloway y Jeff Jarrett (quien hizo su retorno a TNA), ganando Jarrett y estableciéndose como el nuevo campeón del reactivado título. Finalmente, el 12 de agosto de 2016 el campeonato fue desactivado nuevamente, porque «representaba a la antigua TNA», siendo reemplazado por el TNA Impact Grand Championship.

## Lista de campeones
| Luchador                                                    | N.º | Fecha                    | Días | Show o evento    | Notas |
| ----------------------------------------------------------- | --- | ------------------------ | ---- | ---------------- | --- |
| TNA Legends Championship                                    |     |                          |      |                  | |
| Booker T                                                    | 1   | 23 de octubre de 2008    | 143  | iMPACT!          | Ver listaBooker se coronó campeón al revelar el título. |
| A.J. Styles                                                 | 1   | 15 de marzo de 2009      | 126  | Destination X    | |
| Kevin Nash                                                  | 1   | 19 de julio de 2009      | 3    | Victory Road     | |
| Mick Foley                                                  | 1   | 22 de julio de 2009      | 25   | iMPACT!          | Ver listaFoley, quien luchaba junto a Bobby Lashley, se enfrentaron al campeón Nash y al Campeón Mundial Peso Pesado Kurt Angle. Quien fuera cubierto, perdería el campeonato. Emitido el 30 de julio. |
| Kevin Nash                                                  | 2   | 16 de agosto de 2009     | 63   | Hard Justice     | |
| Eric Young                                                  | 1   | 18 de octubre de 2009    | 101  | Bound for Glory  | Ver listaDerrotó a Kevin Nash y Hernandez en un Three-way match. |
| TNA Global Championship (29 de octubre de 2009)             |     |                          |      |                  | |
| Rob Terry                                                   | 1   | 27 de enero de 2010      | 167  | House show       | |
| A.J. Styles                                                 | 2   | 13 de julio de 2010      | 145  | TNA iMPACT!      | Ver listaEmitido el 22 de julio. |
| TNA Television Championship (29 de julio de 2010)           |     |                          |      |                  | |
| Douglas Williams                                            | 1   | 5 de diciembre de 2010   | 35   | Final Resolution | |
| Abyss                                                       | 1   | 9 de enero de 2011       | 64   | Genesis          | |
| Vacante                                                     | -   | 14 de marzo de 2011      | -    | TNA iMPACT!      | Ver listaAbyss fue despojado del título por sufrir una lesión (kayfabe). Emitido el 17 de marzo. |
| Gunner                                                      | 1   | 14 de marzo de 2011      | 64   | Impact!          | Ver listaDerrotó a Murphy y Rob Terry en un Three-way match. |
| Eric Young                                                  | 2   | 17 de mayo de 2011       | 180  | Impact Wrestling | Ver listaEmitido el 26 de mayo. |
| Robbie E                                                    | 1   | 13 de noviembre de 2011  | 126  | Turning Point    | |
| Devon                                                       | 1   | 18 de marzo de 2012      | 192  | Victory Road     | |
| Vacante                                                     | -   | 26 de septiembre de 2012 | -    | TNA iMPACT!      | Ver listaDebido a que Devon terminó su contrato y no renovó. |
| Samoa Joe                                                   | 1   | 27 de septiembre de 2012 | 70   | Impact Wrestling | Ver listaDerrotó a Mr. Anderson en la final de un Torneo. |
| Devon                                                       | 2   | 6 de diciembre de 2012   | 178  | Impact Wrestling | |
| Abyss                                                       | 2   | 2 de junio de 2013       | 396  | Slammiversary XI | |
| Retirado                                                    | -   | 3 de julio de 2014       | -    | Impact Wrestling | Ver listaPor órdenes del Director de operaciones Kurt Angle |
| TNA King Of The Mountain Championship (24 de julio de 2015) |     |                          |      |                  | |
| Jeff Jarrett                                                | 1   | 28 de junio de 2015      | 29   | Slammiversary    | Ver listaDerrotó a Bobby Roode, Matt Hardy, Drew Galloway y Eric Young en un King of the Mountain Match.                                                                                               |
| Vacante                                                     | -   | 27 de julio de 2015      | -    | Impact Wrestling | Ver listaPor órdenes de Jeff Jarrett, quién tuvo que dejar el título para ser el nuevo Gerente General de TNA.                                                                                         |
| PJ Black                                                    | 1   | 27 de julio de 2015      | 1    | Impact Wrestling | Ver listaFue una lucha parte de la invasión GFW en TNA, empresa que Jeff Jarrett preside actualmente.                                                                                                  |
| Bobby Roode                                                 | 1   | 28 de julio de 2015      | 162  | Impact Wrestling | Ver listaEmitido el 2 de septiembre. |
| Eric Young                                                  | 3   | 6 de enero de 2016       | 73   | Impact Wrestling | Ver listaEmitido el 12 de enero. |
| Bram                                                        | 1   | 19 de marzo de 2016      | 35   | Impact Wrestling | Ver listaEmitido el 12 de abril. |
| Eli Drake                                                   | 1   | 23 de abril de 2016      | 82   | Impact Wrestling | Ver listaEmitido el 31 de mayo. |
| James Storm                                                 | 1   | 14 de julio de 2016      | 28   | Impact Wrestling | Ver listaEmitido el 4 de agosto. |
| Lashley                                                     | 1   | 11 de agosto de 2016     | 1    | Impact Wrestling | Ver listaLa lucha también fue por el Campeonato Mundial Peso Pesado de la TNA y el Campeonato de la División X de Lashley.                                                                             |
| Unificado                                                   | -   | 12 de agosto de 2016     | -    | Impact Wrestling | Ver listaCon el Campeonato Mundial Peso Pesado de la TNA. |

## Total de días con el título
| N.º | Campeón          | Reinados | Total de días |
| --- | ---------------- | -------- | ------------- |
| 1   | Abyss            | 2        | 460           |
| 2   | Devon            | 2        | 370           |
| 3   | Eric Young       | 3        | 354           |
| 4   | A.J. Styles      | 2        | 271           |
| 5   | Rob Terry        | 1        | 167           |
| 6   | Bobby Roode      | 1        | 162           |
| 7   | Booker T         | 1        | 143           |
| 8   | Robbie E         | 1        | 126           |
| 9   | Eli Drake        | 1        | 82            |
| 10  | Samoa Joe        | 1        | 70            |
| 11  | Kevin Nash       | 2        | 66            |
| 12  | Gunner           | 1        | 64            |
| 13  | Bram             | 1        | 35            |
| 14  | Douglas Williams | 1        | 35            |
| 15  | Jeff Jarrett     | 1        | 29            |
| 16  | James Storm      | 1        | 28            |
| 17  | Mick Foley       | 1        | 25            |
| 18  | Lashley          | 1        | 1             |
| 18  | PJ Black         | 1        | 1             |

## Mayor cantidad de reinados
- 3 veces: Eric Young
- 2 veces: Kevin Nash, A.J. Styles, Devon y Abyss.